# Emma Caulfield
Emma Caulfied (* 8. dubna 1973 San Diego, Kalifornie), rozená Emma M. Chukker, je americká herečka.
Už od mládí se věnovala herectví. V televizi začínala v roce 1994 epizodními postavami, v letech 1995–1997 působila v seriálech Beverly Hills 90210 a General Hospital. Od roku 1998 hrála v seriálu Buffy, přemožitelka upírů Anyu Jenkinsovou. Původně se mělo jednat o postavu pro pár dílů, ovšem díky úspěchu u diváků ji autoři přidali mezi hlavní role a zůstala tak v show až do roku 2003. V dalších letech hrála např. ve filmech Propad do temnot (2003) či Stopky lásky (2009), působila v seriálech Gigantic a Změna je život či hostovala v seriálech Můj přítel Monk, Dokonalý podraz a Bylo, nebylo.

## Filmografie

### Film
| Rok  | Název                      | Role            | Poznámky            |
| ---- | -------------------------- | --------------- | ------------------- |
| 2003 | Propad do temnoty          | Caitlin Greene  |                     |
| 2004 | Bandwagon                  | Emma Caulfield  |                     |
| 2007 | A Valentine Carol          | Ally Sims       |                     |
| 2007 | Hollow                     | Sarah           | krátkometrážní film |
| 2009 | Why Am I Doing This?       | Amber           |                     |
| 2009 | Stopky lásky               | Oona O'Leary    |                     |
| 2010 | Confined                   | Victoria Peyton |                     |
| 2010 | Removal                    | Jennifer        |                     |
| 2014 | Back in the Day            | Molly           |                     |
| 2014 | Telling of the Shoes       | Alexandra       |                     |
| 2015 | America Is Still the Place | Fran            |                     |

### Televize
| Rok       | Název                         | Role                                                                         | Poznámky                                    |
| --------- | ----------------------------- | ---------------------------------------------------------------------------- | ------------------------------------------- |
| 1994      | Burekoho zákon                | Beth                                                                         | díl: „Who Killed the Beauty Queen?“         |
| 1994      | Konečně zazvonilo, nová třída | sestřička Brady                                                              | díl: „Bloody Money“                         |
| 1994      | Odpadlík                      | Cindy Moran                                                                  | díl: „Teen Angel“                           |
| 1995      | Weird Science                 | Phoebe Hale                                                                  | díl: „What Genie?“                          |
| 1995–1997 | Policie z Palm Beach          | Ray Washburn/Kate Donner                                                     | 2 díly                                      |
| 1995–1996 | Beverly Hills 90210           | Susan Keats                                                                  | 30 dílů                                     |
| 1996–1997 | General Hospital              | Lorraine Miller                                                              |                                             |
| 1998      | Detektiv Nash Bridges         | reportérka                                                                   | díl: „Live Shot“                            |
| 1998–2003 | Buffy, přemožitelka upírů     | Anya Jenkinsová                                                              | hlavní role, 81 dílů                        |
| 2003      | Láska v přímém přenosu        | Charlie Norton                                                               | TV film                                     |
| 2004      | I Want to Marry Ryan Banks    | Charlie Norton                                                               | TV film                                     |
| 2004      | Můj přítel Monk               | Meredith Preminger                                                           | díl: „Mr. Monk and the Girl Who Cried Wolf“ |
| 2006      | In Her Mother's Footsteps     | Kate Nolan                                                                   | TV film                                     |
| 2006–2007 | Robot Chicken                 | Nancy/Timmyho matka/profesorka McGonagal/matka Bílé čarodějnice/Žena (hlasy) | 3 díly                                      |
| 2007      | A Valentine Carol             | Ally Simms                                                                   | TV film                                     |
| 2009      | Private Practice              | Leanne                                                                       | díl: „Wait and See“                         |
| 2010–2011 | Gigantic                      | Sasha                                                                        | vedlejší role                               |
| 2010–2011 | Změna je život                | Emma Bradshaw                                                                | vedlejší role (2. řada)                     |
| 2011      | Prime Suspect                 | Montana                                                                      | díl: „Gone to Pieces“                       |
| 2011      | Dokonalý podraz               | Meredith                                                                     | díl: „The Lonely Hearts Job“                |
| 2012      | Milionový lékař               | Winnie                                                                       | díl: „Off Season Greetings“                 |
| 2012      | Husbands                      | reportérka na stadionu                                                       | díl: „Appropriate Is Not the Word“          |
| 2012–2016 | Bylo, nebylo                  | Slepá čarodějnice                                                            | 6 dílů                                      |
| 2016      | Supergirl                     | Cameron Chase                                                                | díl: „Childish Things“                      |
| 2017      | Training Day                  | Lauren                                                                       | díl: „Wages of Sin“                         |
| 2017      | Živí mrtví: Počátek konce     | Tracy Otto                                                                   | díl: „TEPTWAWKI“                            |

## Ocenění
Saturn Award 2003
- Žánrová tvář budoucnosti (ženy) – Propad do temnot a Buffy, přemožitelka upírů

Satellite Awards 2003
- Nejlepší herečka ve vedlejší roli v dramatickém seriálu – Buffy, přemožitelka upírů (nominace)

Beverly Hills Film Festival
- Nejlepší herečka v krátkometrážním filmu – Hollow

Sydney Film Festival
- Nejlepší herečka v hlavní roli – Hollow